# Goriva
Goriva su sve tvari koje sagorijevanjem daju toplinu i svjetlost. Toplinska energija dobiva se iz goriva kemijskim procesom koji se zove oksidacija ili gorenje. U najviše slučajeva oksidacija je spajanje gorive tvari i kisika. Gorive tvari su često ugljikovodici odnosno organske tvari pa time sadrže znatni udjel ugljika i vodika, pa gorenjem nastaju u bitnoj mjeri ugljični dioksid i vodena para, a ovisno o sastavu goriva i drugi spojevi.

## Povijesni pregled
Isprva se energija dobivala od vjetra, vode, vodene pare ili sunca. Najčešći izvor za dobivanje energije bili su drva i ugljen koji su se koristili za pogon brodova, lokomotiva i termoelektrana. 1823. godine braća Budinin destilacijom nafte dobivaju ulje za rasvjetu, petrolej. Prvu petrolejsku svjetiljku konstruirao je 1848. Poljak Ignacy Łukasiewicz, a prvu bušotinu nafte izgradio je Edwin L. Drake 27. kolovoza 1859. u Titusville-u (SAD). Poslije pronalaska Otto-motora dolazi do naglog povećanja potrošnje naftnih derivata. 1870. godine proizvodilo se oko 1.000.000 tona nafte godišnje, pred Drugi svjetski rat proizvodilo se 300 milijuna tona, a sedamdesetih godina prošlog stoljeća svjetska proizvodnja sirove nafte bila je dvije milijarde i sedamsto milijuna tona godišnje.

## Rizici i štetnosti izgaranja
Goriva koja gorenjem oslobađaju ugljični dioksid pridonose promjenama klime, jer je ugljični dioksid staklenički plin. Pri izgaranju mogu nastati i znatno štetniji spojevi, pa stoga nisu sve tvari prikladne kao gorivo. Pri nepotpunom izgaranju (izgaranju uz nedovoljnu količinu kisika) mogu nastati štetni spojevi poput ugljičnog monoksida koji je vrlo opasan i plinovitih ugljikovodika. Goriva se ponekad prerađuju kako bi se smanjili štetni proizvodi gorenja, npr. iz tekućih goriva se ponekad uklanja sumpor kako bi se spriječilo odnosno smanjilo nastajanje sumpornog dioksida koji s vodom u atmosferi tvori sulfatnu kiselinu (kisele kiše).

## Podjela goriva

### Podjela goriva prema agregacijskom stanju
- Kruta goriva:

- drvo,
- ugljen.
- Kapljevita („tekuća”) goriva:

- prirodna kapljevita goriva - nafta,
- sintetička kapljevita goriva - derivati nafte,
Prema načinu primjene kapljevita goriva su: benzin, petrolej, kerozin, dizel (uključujući i biodizel), loživa ulja i raketna goriva.
- Plinovita goriva:

- prirodni, zemni plin,
- propan,
- butan,
- bioplin.

### Podjela goriva prema nastanku
- Fosilna:

- biljnog porijekla,
- životinjskog porijekla.
- Mineralna:

- anorganske mineralne tvari i
- umjetna; sintetička – goriva proizvedena kemijskim procesima.

### Podjela goriva prema vrsti izvora energije
- kemijska (goriva koja izgaraju, oksidiraju)
- nuklearna (izraz novijeg datuma, označava tvari koje energiju oslobađaju nuklearnim reakcijama, a ne kemijskim).

### Podjela goriva prema primjeni
Goriva za:
- peći i ložišta,
- motore s unutarnjim izgaranjem

- brodske motore i lokomotive,
- klipne motore,
- mlazne motore,
- rakete,

- nuklearni reaktor.